# Graspop Metal Festival

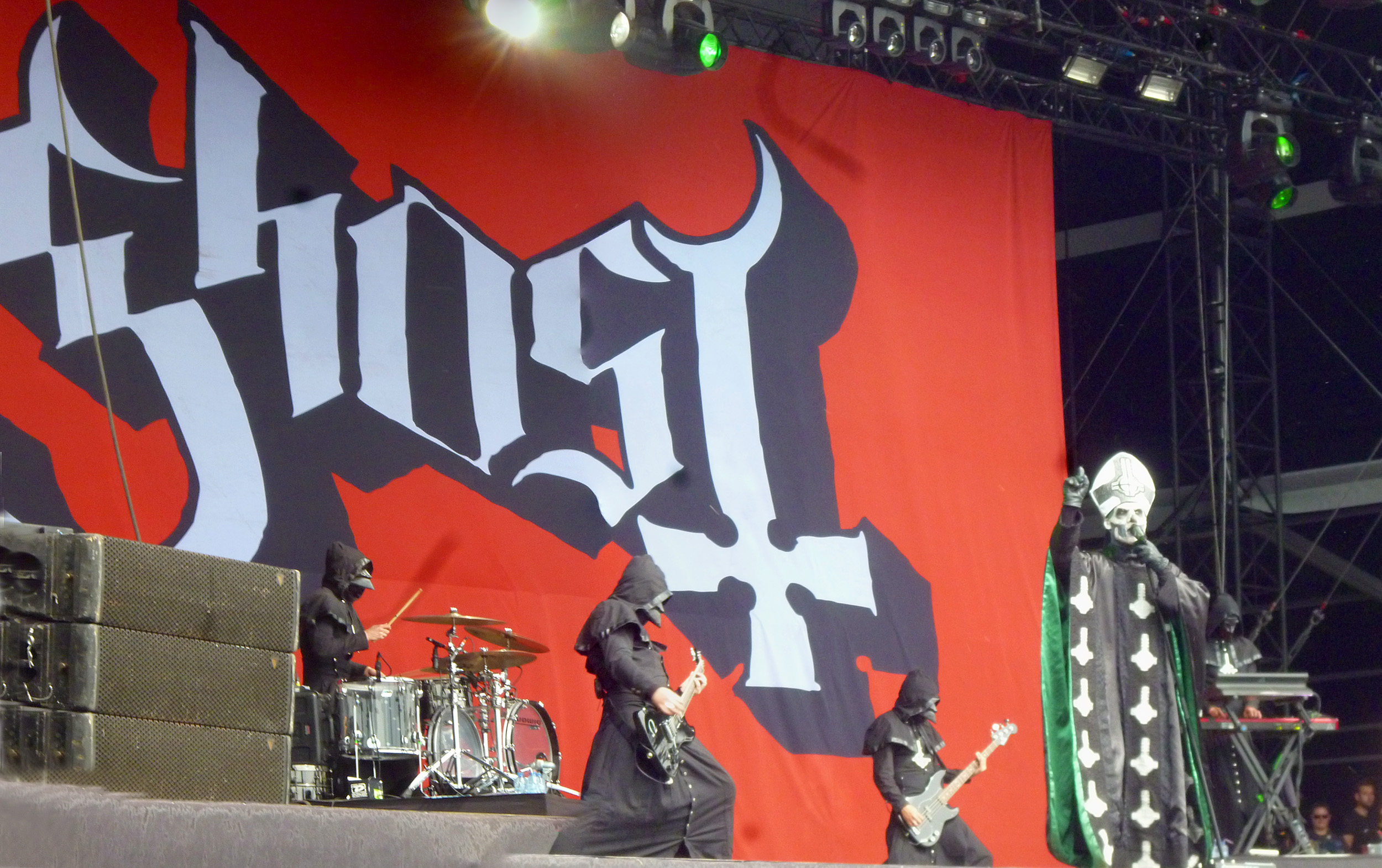
I Ghost al Graspop Metal Meeting 2014

Il Graspop Metal Festival è un festival di musica heavy metal estivo nato nel 1996 che si svolge annualmente a Dessel in Belgio.
Dopo aver organizzato un festival rivolto prevalentemente al rock mainstream, Peter Van Geel decise di compiere una svolta drastica.
Peter ne discusse con Herman Schueremans, promoter del Werchter Festival, che lo indirizzò da Bob Schoenmekers, il proprietario del Biebob, un locale metal nelle vicinanze di Vosselaar.
Un paio di anni dopo, Schoenmekers organizza il suo "Midsummer Festival" e stava anche pensando ad un festival all'aperto.
Il duo allora decise di lanciarne uno nuovo con il nome di "Graspop Metal Meeting", che si sarebbe svolto l'ultimo weekend di giugno.

## Edizioni

### 1996
| 30 giugno                                                                                         |                                                             |
| Main stage                                                                                        | Marquee                                                     |
| Iron Maiden Slayer Life of Agony Channel Zero Sick of It All Fear Factory Helloween Skin Gorefest | Type O Negative Morbid Angel downset. Shelter Drain Manhole |

### 1997
| 29 giugno                                                                        |                                                                            |                                                      |
| Main stage                                                                       | Marquee                                                                    | Skate stage                                          |
| Megadeth Alice Cooper Biohazard Saxon Obituary Grip Inc. Samael Entombed Pist-on | My Dying Bride Tiamat Moonspell Cradle of Filth The Gathering Dimmu Borgir | Madball Lagwagon Rykers Millencolin Deviate Handsome |

### 1998
| 28 giugno                                                                                     |                                                                  |                                          |
| Main stage                                                                                    | Marquee I                                                        | Marquee II                               |
| Black Sabbath Dream Theater Deftones Soulfly Savatage Coal Chamber Obituary Spiritual Beggars | Paradise Lost Moonspell Dimmu Borgir In Flames Within Temptation | Primus Madball Pro-Pain Misfits Congress |

### 1999
| 27 giugno                                                                                  |                                                                             |                                                |
| Main stage                                                                                 | Marquee I                                                                   | Marquee II                                     |
| Manowar Sepultura Motörhead S.O.D. The Gathering Kreator Primal Fear Darkane Ancient Rites | Cradle of Filth Mercyful Fate Immortal Anathema Children of Bodom Hypocrisy | Danzig Slapshot Rykers Pitchshifter Ignite Out |

### 2000
| 24 giugno                                                                            | | |
| Main stage                                                                           | Marquee I                                                                                             | Marquee II                                                                                                |
| Iron Maiden Machine Head Rollins Band Saxon Testament Gamma Ray Entombed Dirty Deeds | My Dying Bride Anathema Tristania Samael Apocalyptica Cannibal Corpse God Dethroned Oceans of Sadness | Cro-Mags Madball Skarhead No fun at all 59 Times the Pain Liberator Bombshell Rocks Voice of a Generation |

### 2001
| 23 giugno |                                                                                      |
| Main stage | Camping fest                                                                         |
| Judas Priest Cradle of Filth Megadeth Bad Religion Motörhead Suicidal Tendencies Savatage Marduk Within Temptation Dropkick Murphys Sick of It All Six Feet Under Macabre Shelter Awkward Thought Primal Fear The Haunted Orphanage Backfire Farmer Boys Unleashed Kill II This Pist-on | Nevermore Rose Tattoo Destruction Devin Townsend Ancient Rites Metalium Action In DC |

### 2002
| 5 - 6 luglio | |
| Campingfest (5 luglio) | Mainstage (6 luglio) |
| Saxon Agnostic Front Anathema Moonspell Kreator After Forever Less Than Jake In Extremo Doro Skarhead Rage Manic Movement Massif Xeah | Slayer Dream Theater Machine Head Bruce Dickinson Halford My Dying Bride Biohazard Immortal Cannibal Corpse Tristania Symphony X Hypocrisy Arch Enemy Slapshot The Vandals Dirty Rotten Imbeciles Deviate Dismember Subzero Calibre Evergrey |

### 2003
| 4 - 5 luglio | |
| Campingfest (4 luglio) | Mainstage (5 luglio) |
| Type O Negative Stratovarius Sepultura Apocalyptica Opeth Overkill Samael Masterplan Mastodon Atreyu Oceans of Sadness Aborted | Iron Maiden Alice Cooper Within Temptation Ministry Anthrax Stone Sour Murderdolls Lacuna Coil Sick of It All Six Feet Under Hatebreed Finntroll Prong Arch Enemy The Haunted Youth of Today Doro Pro-Pain Deströyer 666 Convict Killer |

### 2004
| 25 - 26 - 27 giugno | | |
| 25 giugno | 26 giugno | 27 giugno |
| Iced Earth Exodus Anathema Hypocrisy In Extremo After Forever Suffocation Circle II Circle Action in DC Epica The Dillinger Escape Plan Cowboys & Aliens | Alice Cooper Slipknot Motörhead Cradle of Filth Queensrÿche Soulfly My Dying Bride Agnostic Front Anthrax Terror Blood for Blood Pleymo OOMPH! Morbid Angel Brides of Destruction Evergrey Backfire Discipline Scarve Do or Die | Judas Priest Life of Agony Dimmu Borgir Saxon Fear Factory Children of Bodom Therion Hatebreed Testament Ill Niño Death Angel Ignite Chimaira Killswitch Engage Dying Fetus Malevolent Creation Seven Witches Shadows Fall Destruction |

### 2005
| 24 - 25 - 26 giugno | | |
| 24 giugno | 25 giugno | 26 giugno |
| System of a Down Within Temptation Megadeth Papa Roach Nevermore Kreator Helmet Alter Bridge Madball Metal Church H2O Grave Digger Enslaved Caliban Immolation In-Quest Autumn Judasville Cowboys & Aliens Axamenta Sengir The Ga*Ga*s Chimaira The Dillinger Escape Plan 80's Matchbox B-Line Disaster | Slayer Slipknot Accept In Flames Anthrax Hatebreed Sirenia Sick of It All Mastodon Kamelot Samael Amon Amarth Epica Rose Tattoo Pro-Pain Soilwork Gorefest Behemoth Peter Pan Speedrock Skitsoy | Iron Maiden Dream Theater Lacuna Coil Dio Yngwie Malmsteen Arch Enemy Terror Primal Fear Murphy’s Law Nuclear Assault Amen Dark Tranquillity Axel Rudi Pell DragonForce Oceans of Sadness Walls of Jericho Hatesphere |

### 2006
| 23 - 24 - 25 giugno | | |
| 23 giugno | 24 giugno | 25 giugno |
| Whitesnake Lacuna Coil Satyricon Die Krupps Moonspell MichaeI Schenker Group Evergrey Edguy Trivium Y&T The Gathering Leaves' Eyes Stream of Passion Gojira Soilwork 36 Crazyfists Anvil Sengir Darkane The Maple Room Battalion Iconoclasm Panchrysia Callenisch Circle Leng Tch'e Axamenta | Guns N' Roses Soulfly Alice in Chains Stone Sour Opeth My Dying Bride Death Angel Avenged Sevenfold Jon Oliva’s Pain Ill Niño Obituary New York Dolls Nile Bullet for My Valentine Ancient Rites The Datsuns Akercooke Bloodsimple Caliban Nutellica Purple Strangers Ozzy Ozz Up The Irons Action in DC | Motörhead Saxon Helloween In Flames Cradle of Filth Arch Enemy After Forever Exodus Armored Saint Agnostic Front DevilDriver As I Lay Dying DragonForce Beyond Fear Ignite Enthroned Ensiferum Inquest Machine Men |

### 2007

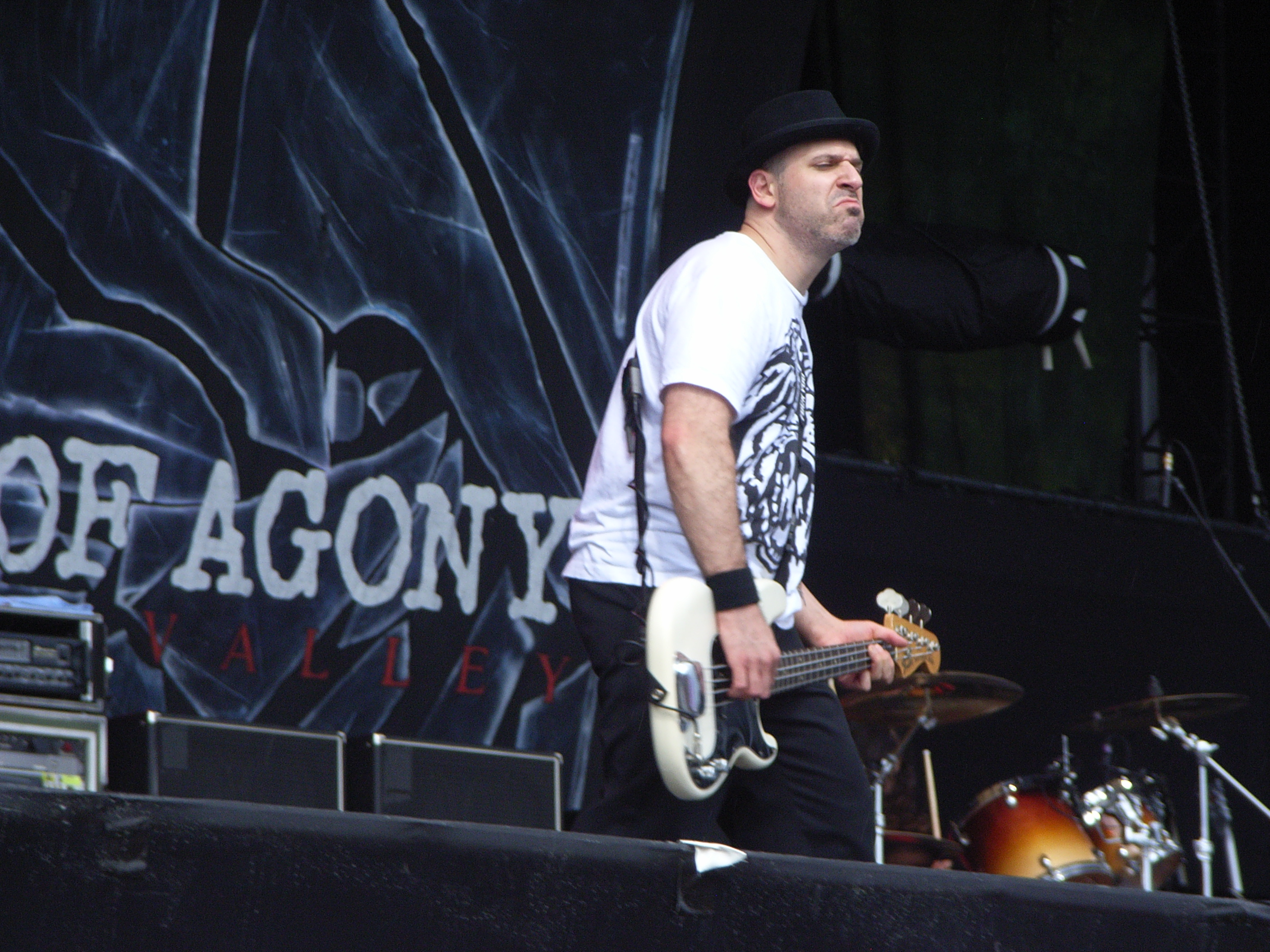
Alan Robert dei Life of Agony al Graspop 2007

| 22 - 23 - 24 giugno | | |
| 22 giugno | 23 giugno | 24 giugno |
| Aerosmith Chris Cornell Within Temptation Therion Blind Guardian Joe Satriani Type O Negative Papa Roach Pain of Salvation Celtic Frost Grave Digger Amorphis Static-X Epica Vader Thin Lizzy Sabaton 1349 Fastway Volbeat Dragon Lord Textures Crimson Falls | Iron Maiden Korn Heaven & Hell Dimmu Borgir Me First and the Gimme Gimmes Life of Agony Tiamat Drowning Pool Stone Sour Cannibal Corpse Less Then Jake Lamb of God Atheist Legion of the Damned Sirenia Rose Hill Drive Lauren Harris Brutal Truth Spiralarms Bloodsimple Scarve Thurisaz Suhrim Spoiler NYC | Ozzy Osbourne Slayer Amon Amarth Mastodon Children of Bodom Finntroll Chimaira HammerFall Korpiklaani As I Lay Dying Black Label Society Moonsorrow Unearth DevilDriver Turisas Mercenary Eluveiti In This Moment Stormrider Oceans of Sadness El Guapo Stuntteam Spoilengine Asrai Welkin |

### 2008

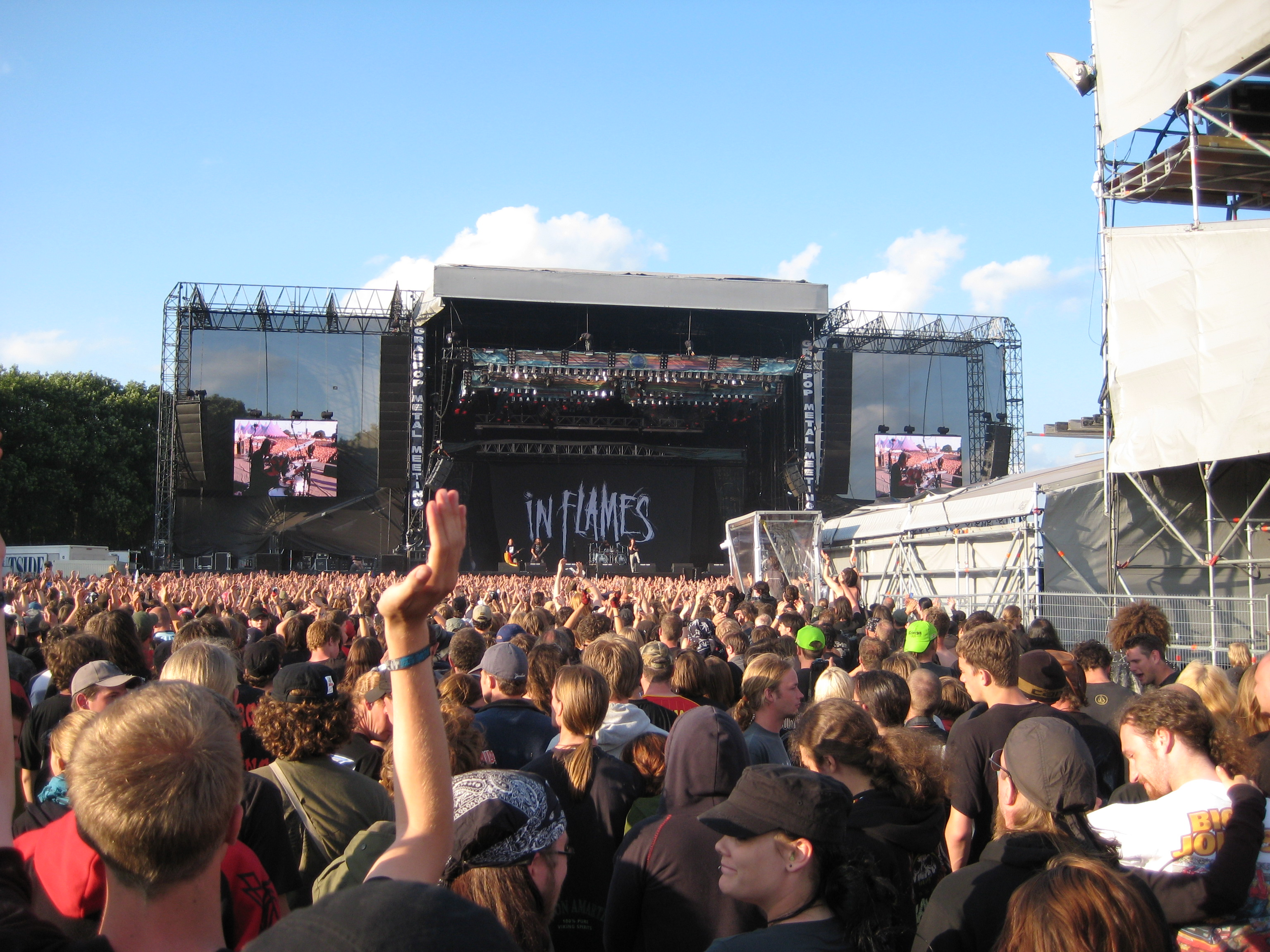
Gli In Flames al Graspop 2008

| 27 giugno                                                                   | 28 giugno                                                                        | 29 giugno                                                                                              |
| --------------------------------------------------------------------------- | -------------------------------------------------------------------------------- | --- |
| Primo palco                                                                 |                                                                                  | |
| Judas Priest Whitesnake Def Leppard Saxon Yngwie Malmsteen Tesla            | KISS Cavalera Conspiracy Iced Earth Sonata Arctica Forbidden Sabaton             | Iron Maiden In Flames Avenged Sevenfold Bullet for My Valentine Apocalyptica Rose Tattoo Lauren Harris |
| Secondo palco                                                               |                                                                                  | |
| Ministry Testament Symphony X Moonspell Black Stone Cherry                  | My Dying Bride Immortal Korpiklaani Dying Fetus Hollenthon Novembers Doom        | Arch Enemy At the Gates Primordial Soilwork Alchemist Rotting Christ                                   |
| Terzo palco                                                                 |                                                                                  | |
| Morbid Angel Nile Obituary Deathstars Behemoth                              | Helmet Bring Me the Horizon 36 Crazyfists Agent Steel Bleeding Through Throwdown | Converge Madball Comeback Kid Disfear Skindred Shai Hulud                                              |
| Metaldome                                                                   |                                                                                  | |
| Firewind Damn Your Idols The Lucifer Principle Steak Number Eight Dedicated | Delain Valient Thorr Alestorm Die Mannequin Hacride                              | Action in DC The Seventh Witchsmeller Pursuivant After All Black Tide                                  |

### 2009
| 25 giugno                                                           | 26 giugno                                                                                     | 27 giugno                                                                          |
| ------------------------------------------------------------------- | --------------------------------------------------------------------------------------------- | ---------------------------------------------------------------------------------- |
| Main Stage                                                          |                                                                                               |                                                                                    |
| Mötley Crüe Heaven & Hell Soulfly Papa Roach DragonForce Buckcherry | Slipknot Korn Journey Hatebreed Mastodon Black Stone Cherry In-Quest                          | Marilyn Manson Nightwish Disturbed Chickenfoot Trivium Lamb of God UFO             |
| Marquee 1                                                           |                                                                                               |                                                                                    |
| Dream Theater Blind Guardian W.A.S.P. Jon Oliva's Pain Firewind     | Lacuna Coil Death Angel Gojira Legion of the Damned Kataklysm Keep of Kalessin                | Children of Bodom Epica Sacred Reich Candlemass Scar Symmetry Warbringer           |
| Marquee 2                                                           |                                                                                               |                                                                                    |
| Down Static-X Exodus Pestilence Lääz Rockit                         | Volbeat Monster Magnet Duff McKagan's Loaded Parkway Drive No Use for a Name All Shall Perish | Sick of It All Anthrax DevilDriver Suicidal Tendencies God Forbid Diablo Boulevard |
| Metaldome                                                           |                                                                                               |                                                                                    |
| The Gathering Samael Taake Lauren Harris                            | Wolves in the Throne Room Dagoba Delain Negură Bunget Manic Movement                          | Karma to Burn All That Remains Eths August Burns Red The Reckoning                 |

### 2010
| Venerdi 25                                                                         | Sabato 26                                                                      | Domenica 27                                                                         |
| ---------------------------------------------------------------------------------- | ------------------------------------------------------------------------------ | ----------------------------------------------------------------------------------- |
| Main stage                                                                         |                                                                                |                                                                                     |
| Aerosmith Motörhead Stone Temple Pilots Slayer Billy Talent ReVamp                 | Soulfly Channel Zero Slash Carcass Bullet for My Valentine Sabaton             | Kiss Hatebreed Killswitch Engage Jon Oliva’s Pain Exodus Evergrey Atreyu            |
| Marquee 1                                                                          |                                                                                |                                                                                     |
| My Dying Bride Tarja Turunen Therion Anathema Krypteria Ghost Brigade              | Immortal Paradise Lost Obituary Cannibal Corpse                                | Amon Amarth Bloodbath Behemoth Alestorm Katatonia Necrophobic                       |
| Marquee 2                                                                          |                                                                                |                                                                                     |
| Saxon Doro U.D.O. The Poodles Anvil Raven                                          | Airbourne Sick of It All Fear Factory Walls of Jericho Death by Stereo Sylosis | DevilDriver Unearth A Day to Remember As I Lay Dying Mucky Pup Job for a Cowboy     |
| Metaldome                                                                          |                                                                                |                                                                                     |
| Nile Sepultura Devin Townsend The Devil’s Blood Bleeding Through Oceans of Sadness | Eluveitie Tankard 3 Inches of Blood Spoil Engine Dear Superstar Iron Mask      | Finntroll Korpiklaani 36 Crazyfists The Faceless Deadlock Between the Buried and Me |

### 2011
| Venerdi 24 | Sabato 25 | Domenica 26 |
| --- | --- | --- |
| Scorpions Volbeat Korn Journey Foreigner Iced Earth Epica Parkway Drive The Damned Things Master of Reality Duff McKagan's Loaded* Heaven Shall Burn Sepultura Angelwitch The Black Dahlia Murder Arkona FM Endless Dark Revoker | Ozzy Osbourne Judas Priest Whitesnake Disturbed Cradle of Filth Bullet for My Valentine Black Label Society Monster Magnet Arch Enemy Moonspell Triptykon Electric Wizard Adept Spiritual Beggar Pain Suicide Silence Times of Grace Firewind All Shall Perish Kvelertak Ghost | Slipknot Rob Zombie Avenged Sevenfold Cavalera Conspiracy Opeth Kreator Dublin Death Patrol Bring Me the Horizon Legion of the Damned Amorphis Soilwork Terror All That Remains Architects Escape the Fate While She Sleeps Baptized in Blood Rise to Remain |